# باشگاه فوتبال کمبریج رجیونال کالج
باشگاه فوتبال کمبریج رجیونال کالج (به انگلیسی: Cambridge Regional College Football Club) یک باشگاه فوتبال در شهر کمبریج، کشور انگلستان است که در سال ۲۰۰۶ میلادی تأسیس شده‌است.